# Jupiter (Filmpreis)
Der Jupiter-Award (Eigenschreibweise JUPITER-AWARD) ist ein Film- und Fernsehpreis, der als Publikumspreis seit 1979 jährlich von der deutschen Zeitschrift Cinema und seit 2011 gemeinsam mit der TV-Programmzeitschrift TV Spielfilm vergeben wird. Der Preis in Form einer Jupiter-Statuette wird auf einer Galaveranstaltung in Berlin verliehen. Seit 2010 wird der Ehren-Jupiter überreicht.

## Preisträger

### Jupiter-Wahl 2024
- Bester Film Kino International: Oppenheimer[1][2]
- Beste Darstellerin International: Margot Robbie (Barbie)
- Bester Darsteller International: Keanu Reeves (John Wick: Kapitel 4)
- Bester Film Kino National: Girl You Know It's True
- Beste Darstellerin Kino National: Lisa Maria Potthoff (Rehragout-Rendezvous)
- Bester Darsteller Kino National: Langston Uibel (Roter Himmel)
- Beste Serie TV & Streaming International: Haus des Geldes: Berlin
- Bester Film TV & Streaming International: Leo
- Beste Serie TV & Streaming National: SOKO Leipzig
- Bester Film TV & Streaming National: Meine Freundin Volker
- Beste Darstellerin TV & Streaming National: Anja Kling (Die Frau im Meer)
- Bester Darsteller TV & Streaming National: Bjarne Mädel (Sörensen fängt Feuer)
- Ehren-Jupiter: Iris Berben

### Jupiter-Wahl 2023
- Bester Film Kino International: Avatar 2[3][4]
- Beste Darstellerin International: Letitia Wright (Black Panther: Wakanda Forever)
- Bester Darsteller International: Brad Pitt (Bullet Train)
- Bester Film Kino National: Der Nachname
- Beste Darstellerin Kino National: Emilia Schüle (Wunderschön)
- Bester Darsteller Kino National: Sebastian Bezzel (Guglhupfgeschwader)
- Beste Serie TV & Streaming International: Sandman
- Bester Film TV & Streaming International: Guillermo del Toros Pinocchio
- Beste Serie TV & Streaming National: Damaged Goods
- Bester Film TV & Streaming National: Im Westen nichts Neues
- Beste Darstellerin TV & Streaming National: Jella Haase (Kleo)
- Bester Darsteller TV & Streaming National: Tim Oliver Schultz (Damaged Goods)
- Sonderpreis der Jury: Mittagsstunde

### Jupiter-Wahl 2022
- Bester Film Kino International: Dune[5]
- Beste Darstellerin International: Jessica Chastain (Scenes from a Marriage)
- Bester Darsteller International: Mads Mikkelsen (Der Rausch)
- Bester Film Kino National: Kaiserschmarrndrama
- Beste Darstellerin Kino National: Luna Wedler (Je suis Karl)
- Bester Darsteller Kino National: Otto Waalkes (Catweazle)
- Beste Serie TV & Streaming International: The Flight Attendant
- Bester Film TV & Streaming International: Don't Look Up
- Beste Serie TV & Streaming National: Sisi
- Bester Film TV & Streaming National: Ferdinand von Schirach: Feinde
- Beste Darstellerin TV & Streaming National: Dominique Devenport (Sisi)
- Bester Darsteller TV & Streaming National: Jannik Schümann (Sisi)
- Sonderpreis der Jury: Daniel Brühl (Nebenan)

### Jupiter-Wahl 2021
- Bester Film (International): 1917
- Beste Darstellerin (International): Kristen Stewart (Jean Seberg – Against all Enemies)
- Bester Darsteller (International): Chris Evans (Knives Out – Mord ist Familiensache)
- Bester Film (National): Jim Knopf und die Wilde 13
- Beste Darstellerin (National): Palina Rojinski (Nightlife)
- Bester Darsteller (National): Max Riemelt (Kopfplatzen)
- Beste TV-Serie (International): Das Damengambit
- Beste TV-Serie (National): Dark, Staffel 3
- Bester TV-Spielfilm (National): Tatort: Limbus
- Beste TV-Darstellerin (National): Hannah Schiller (Tatort: Parasomnia)
- Bester TV-Darsteller (National): Jannik Schümann (9 Tage wach)
- Sonderpreis der Redaktionen: Cortex, Regie: Moritz Bleibtreu

### Jupiter-Wahl 2020
- Bester Film (International): Der König der Löwen
- Beste Darstellerin (International): Nicole Kidman (Der verlorene Sohn)
- Bester Darsteller (International): Tom Holland (Spider-Man: Far From Home)
- Bester Film (National): Das perfekte Geheimnis
- Beste Darstellerin (National): Luise Befort (Club der roten Bänder – Wie alles begann)
- Bester Darsteller (National): Jannik Schümann (Dem Horizont so nah)
- Beste TV-Serie (International): The Big Bang Theory
- Beste TV-Serie (National): Charité
- Bester TV-Spielfilm (National): Kidnapping Stella
- Beste TV-Darstellerin (National): Jella Haase (Kidnapping Stella)
- Bester TV-Darsteller (National): Jürgen Vogel (Das Wichtigste im Leben)
- Sonderpreis der Redaktionen: Systemsprenger

### Jupiter-Wahl 2019
- Bester Film (International): BlacKkKlansman
- Beste Darstellerin (International): Charlize Theron (Tully)
- Bester Darsteller (International): Jason Momoa (Aquaman)
- Bester Film (National): Der Junge muss an die frische Luft
- Beste Darstellerin (National): Nilam Farooq (Heilstätten)
- Bester Darsteller (National): Florian David Fitz (100 Dinge)
- Beste TV-Serie (International): The Good Place
- Beste TV-Serie (National): Babylon Berlin
- Bester TV-Spielfilm (National): Tatort: Tollwut
- Beste TV-Darstellerin (National): Josefine Preuß (Nix Festes)
- Bester TV-Darsteller (National): Jannis Niewöhner (Beat)

### Jupiter-Wahl 2018
- Bester Film international: Dunkirk
- Beste Darstellerin international: Gal Gadot (Wonder Woman)
- Bester Darsteller international: Dwayne Johnson (Baywatch)
- Bester deutscher Film: Fack ju Göhte 3
- Beste deutsche Darstellerin: Emilia Schüle (Jugend ohne Gott)
- Bester deutscher Darsteller: Elyas M’Barek (Fack ju Göhte 3)
- Beste TV-Serie international: Scream Queens
- Beste deutsche TV-Serie: 4 Blocks
- Bester deutscher TV-Spielfilm: Honigfrauen: Urlaub im Paradies
- Beste deutsche TV-Darstellerin: Anke Engelke (Tödliche Geheimnisse – Jagd in Kapstadt)
- Bester deutscher TV-Darsteller: Louis Hofmann (Dark)

### Jupiter-Wahl 2017
Moderation: Steven Gätjen
- Bester Film international: Independence Day: Wiederkehr
- Beste Darstellerin international: Mila Kunis (Bad Moms)
- Bester Darsteller international: Denzel Washington (Die glorreichen Sieben)
- Bester deutscher Film: Willkommen bei den Hartmanns
- Beste deutsche Darstellerin: Mina Tander (Seitenwechsel)
- Bester deutscher Darsteller: Jannis Niewöhner (Smaragdgrün)
- Beste TV-Serie international: Die Simpsons
- Beste deutsche TV-Serie: Club der roten Bänder
- Bester deutscher TV-Spielfilm: Winnetou – Der Mythos lebt
- Beste deutsche TV-Darstellerin: Sonja Gerhardt (Ku’damm 56)
- Bester deutscher TV-Darsteller: Bastian Pastewka (Morgen hör ich auf)
- Ehren-Jupiter fürs Lebenswerk: Senta Berger

### Jupiter-Wahl 2016
Moderation: Steven Gätjen
- Bester Film international: Star Wars: Das Erwachen der Macht
- Beste Darstellerin international: Reese Witherspoon (Der große Trip – Wild)
- Bester Darsteller international: Michael Fassbender (Steve Jobs)
- Bester deutscher Film: Fack ju Göhte 2
- Beste deutsche Darstellerin: Jella Haase (Fack ju Göhte 2)
- Bester deutscher Darsteller: Devid Striesow (Ich bin dann mal weg)
- Beste TV-Serie international: American Horror Story: Hotel
- Beste deutsche TV-Serie: Club der roten Bänder
- Bester deutscher TV-Spielfilm: Tannbach – Schicksal eines Dorfes
- Beste deutsche TV-Darstellerin: Nora Tschirner (Tatort: Der Irre Iwan)
- Bester deutscher TV-Darsteller: Friedrich Mücke (Unter der Haut)
- Erfolgreichster deutscher Film: Fack ju Göhte 2
- Ehren-Jupiter fürs Lebenswerk: Mario Adorf

### Jupiter-Wahl 2015
Moderation: Steven Gätjen
- Bester Film international: X-Men: Zukunft ist Vergangenheit
- Beste Darstellerin international: Keira Knightley (Can a Song Save Your Life?)
- Bester Darsteller international: Chris Pratt (Guardians of the Galaxy)
- Bester deutscher Film: Honig im Kopf
- Beste deutsche Darstellerin: Maria Ehrich (Saphirblau)
- Bester deutscher Darsteller: Florian David Fitz (Hin und weg)
- Beste TV-Serie international: Sherlock
- Beste deutsche TV-Serie: Pastewka
- Bester deutscher TV-Spielfilm: Die Pilgerin
- Beste deutsche TV-Darstellerin: Annette Frier (Danni Lowinski)
- Bester deutscher TV-Darsteller: Bjarne Mädel (Der Tatortreiniger)
- Ehrenpreis fürs Lebenswerk: Thomas Gottschalk[6][7]

### Jupiter-Wahl 2014
- Bester Film international: Gravity
- Beste Darstellerin international: Sandra Bullock (Gravity)
- Bester Darsteller international: Channing Tatum (White House Down)
- Bester deutscher Film: Fack Ju Göhte
- Beste deutsche Darstellerin: Ruth Maria Kubitschek (Frau Ella)
- Bester deutscher Darsteller: Wotan Wilke Möhring (Das Leben ist nichts für Feiglinge)
- Beste TV-Serie international: Game of Thrones
- Beste deutsche TV-Serie: Der letzte Bulle
- Bester deutscher TV-Spielfilm: Unsere Mütter, unsere Väter
- Beste deutsche TV-Darstellerin: Ruby O. Fee (Tatort: Happy Birthday, Sarah)
- Bester deutscher TV-Darsteller: Charly Hübner (Polizeiruf 110: Zwischen den Welten)
- Erfolgreichster deutscher Film: Fack Ju Göhte
- Ehren-Jupiter fürs Lebenswerk: Dieter Hallervorden

### Jupiter-Wahl 2013
- Bester Film international: 
  - Skyfall
  - Ted
- Beste Darstellerin international: Diane Kruger (Leb wohl, meine Königin!)
- Bester Darsteller international: Tommy Lee Jones (Wie beim ersten Mal)
- Bester deutscher Film: Jesus liebt mich
- Beste deutsche Darstellerin: Luna Schweiger (Schutzengel)
- Bester deutscher Darsteller: Elyas M’Barek (Heiter bis wolkig)
- Beste TV-Serie international: Two and a Half Men
- Beste deutsche TV-Serie: Der Tatortreiniger
- Bester deutscher TV-Spielfilm: Der Turm
- Beste deutsche TV-Darstellerin: Maria Furtwängler (Tatort: Wegwerfmädchen)
- Bester deutscher TV-Darsteller: Ronald Zehrfeld (Das unsichtbare Mädchen)
- Ehren-Jupiter fürs Lebenswerk: Jürgen Prochnow

### Jupiter-Wahl 2012
- Bester Film international: Harry Potter und die Heiligtümer des Todes: Teil 2
- Beste Darstellerin international: Cameron Diaz (Bad Teacher)
- Bester Darsteller international: George Clooney (The Ides of March – Tage des Verrats)
- Bester deutscher Film: What a Man
- Beste deutsche Darstellerin: Hannah Herzsprung (Hell)
- Bester deutscher Darsteller: Til Schweiger (Kokowääh)
- Beste TV-Serie international: How I Met Your Mother
- Beste deutsche TV-Serie: Danni Lowinski
- Bester deutscher TV-Spielfilm: Männer ticken, Frauen anders
- Beste deutsche TV-Darstellerin: Diana Amft (Doctor’s Diary)
- Bester deutscher TV-Darsteller: Christoph Maria Herbst (Stromberg)
- Ehren-Jupiter fürs Lebenswerk: Maximilian Schell

### Jupiter-Wahl 2011
- Bester Film international: The Town – Stadt ohne Gnade
- Beste Darstellerin international: Emily Blunt (Young Victoria)
- Bester Darsteller international: Jeremy Renner (The Town – Stadt ohne Gnade)
- Bester deutscher Film: Vincent will Meer
- Beste deutsche Darstellerin: Karoline Herfurth (Vincent will Meer)
- Bester deutscher Darsteller: Alexander Fehling (Goethe!)
- Beste TV-Serie international: True Blood
- Beste deutsche TV-Serie: Mord mit Aussicht
- Bester deutscher TV-Spielfilm: Gier
- Beste deutsche TV-Darstellerin: Nina Kunzendorf (Bis nichts mehr bleibt)
- Bester deutscher TV-Darsteller: Jan Josef Liefers & Axel Prahl (Tatort Münster)
- Ehren-Jupiter fürs Lebenswerk: Hardy Krüger

### Jupiter-Wahl 2010
- Bester Film international: Avatar – Aufbruch nach Pandora
- Bester Regisseur international: Quentin Tarantino (Inglourious Basterds)
- Beste Darstellerin international: Noomi Rapace (Verblendung)
- Bester Darsteller international: Christoph Waltz (Inglourious Basterds)
- Bester deutscher Film: Männerherzen
- Bester deutscher Regisseur: Sönke Wortmann (Die Päpstin)
- Beste deutsche Darstellerin: Johanna Wokalek (Die Päpstin)
- Bester deutscher Darsteller: David Kross (Der Vorleser & Krabat)
- Bester deutscher TV-Spielfilm: Zwölf Winter
- Beste deutsche TV-Darstellerin: Andrea Sawatzki (Entführt)
- Bester deutscher TV-Darsteller: Matthias Schweighöfer (Mein Leben – Marcel Reich-Ranicki)
- Beste DVD-Premiere: The Illusionist
- Ehren-Jupiter fürs Lebenswerk: Otto Waalkes

### Jupiter-Wahl 2009
- Bester Film international: The Dark Knight
- Bester Regisseur international: Sean Penn (Into the Wild)
- Beste Darstellerin international: Penélope Cruz (Vicky Cristina Barcelona)
- Bester Darsteller international: Heath Ledger (posthum) (The Dark Knight)
- Bester deutscher Film: Keinohrhasen
- Bester deutscher Regisseur: Dennis Gansel (Die Welle)
- Beste deutsche Darstellerin: Nora Tschirner (Keinohrhasen)
- Bester deutscher Darsteller: Jürgen Vogel (Die Welle)
- Bester deutscher TV-Spielfilm: Die Gustloff
- Beste deutsche TV-Darstellerin: Anja Kling (Wir sind das Volk)
- Bester deutscher TV-Darsteller: Michael Mendl (Der Besuch der alten Dame)
- Beste DVD-Premiere: Liebe lieber ungewöhnlich – Eine Beziehung mit Hindernissen

### Jupiter-Wahl 2008
- Bester Film international: Ratatouille
- Bester Regisseur international: Paul Greengrass (Das Bourne-Ultimatum)
- Beste Darstellerin international: Jodie Foster (Die Fremde in Dir)
- Bester Darsteller international: Johnny Depp (Pirates of the Caribbean – Am Ende der Welt)
- Bester deutscher Film: Neues vom Wixxer
- Bester deutscher Regisseur: Michael Herbig (Lissi und der wilde Kaiser)
- Beste deutsche Darstellerin: Nina Hoss (Yella)
- Bester deutscher Darsteller: Til Schweiger (Wo ist Fred?)
- Bester deutscher TV-Spielfilm: Die Frau vom Checkpoint Charlie
- Beste deutsche TV-Darstellerin: Maria Furtwängler (Die Flucht)
- Bester deutscher TV-Darsteller: Heino Ferch (Die Mauer – Berlin ’61)
- Beste DVD-Premiere: Lucky Number Slevin

### Jupiter-Wahl 2007
- Bester Film international: James Bond 007: Casino Royale
- Bester Regisseur international: Peter Jackson (King Kong)
- Beste Darstellerin international: Audrey Tautou (The Da Vinci Code – Sakrileg)
- Bester Darsteller international: Johnny Depp (Pirates of the Caribbean – Fluch der Karibik 2)
- Bester deutscher Film: Das Parfum – Die Geschichte eines Mörders
- Bester deutscher Regisseur: Tom Tykwer (Das Parfum – Die Geschichte eines Mörders)
- Beste deutsche Darstellerin: Martina Gedeck (Elementarteilchen)
- Bester deutscher Darsteller: Ulrich Mühe (Das Leben der Anderen)
- Bester deutscher TV-Spielfilm: Dresden
- Beste deutsche TV-Darstellerin: Nadja Uhl (Die Sturmflut)
- Bester deutscher TV-Darsteller: Benno Fürmann (Die Sturmflut)
- Beste DVD-Premiere: The Jacket

### Jupiter-Wahl 2006
- Bester Film international: Million Dollar Baby
- Bester Regisseur international: Clint Eastwood (Million Dollar Baby)
- Beste Darstellerin international: Hilary Swank (Million Dollar Baby)
- Bester Darsteller international: Jamie Foxx (Ray)
- Bester deutscher Film: Sophie Scholl – Die letzten Tage
- Bester deutscher Regisseur: Marc Rothemund (Sophie Scholl – Die letzten Tage)
- Beste deutsche Darstellerin: Julia Jentsch (Sophie Scholl – Die letzten Tage)
- Bester deutscher Darsteller: Benno Fürmann (Merry Christmas)
- Bester deutscher TV-Spielfilm: Speer und Er
- Beste deutsche TV-Darstellerin: Marie Bäumer (Ein toter Bruder)
- Bester deutscher TV-Darsteller: Christoph Maria Herbst (Stromberg)
- Beste DVD-Premiere: Edison

### Jupiter-Wahl 2005
- Bester Film international: The Day After Tomorrow
- Bester Regisseur international: Quentin Tarantino (Kill Bill – Volume 2)
- Beste Darstellerin international: Uma Thurman (Kill Bill – Volume 2)
- Bester Darsteller international: Will Smith (I, Robot)
- Bester deutscher Film: Der Untergang
- Bester deutscher Regisseur: Michael Herbig ((T)Raumschiff Surprise – Periode 1)
- Beste deutsche Darstellerin: Alexandra Maria Lara (Der Untergang)
- Bester deutscher Darsteller: Bruno Ganz (Der Untergang)
- Bester deutscher Newcomer: Tanja Wenzel
- Beste DVD: Der Herr der Ringe: Die Rückkehr des Königs (Extended Edition)

### Jupiter-Wahl 2004
- Bester Film international: Der Herr der Ringe: Die Rückkehr des Königs
- Bester Regisseur international: Peter Jackson (Der Herr der Ringe: Die Rückkehr des Königs)
- Beste Darstellerin international: Nicole Kidman (Unterwegs nach Cold Mountain)
- Bester Darsteller international: Johnny Depp (Fluch der Karibik)
- Bester deutscher Film: Good Bye, Lenin!
- Bester deutscher Regisseur: Sönke Wortmann (Das Wunder von Bern)
- Beste deutsche Darstellerin: Katrin Sass (Good Bye, Lenin!)
- Bester deutscher Darsteller: Daniel Brühl (Good Bye, Lenin!)
- Bester deutscher Newcomer: Louis Klamroth (Das Wunder von Bern)
- Bester deutscher TV-Spielfilm: Das Wunder von Lengede

### Jupiter-Wahl 2003
- Bester Film international: Der Herr der Ringe: Die Gefährten
- Bester Regisseur international: Peter Jackson (Der Herr der Ringe: Die Gefährten)
- Beste Darstellerin international: Halle Berry (Monster’s Ball)
- Bester Darsteller international: Will Smith (Ali)
- Bester deutscher Film: Was nicht passt, wird passend gemacht
- Bester deutscher Regisseur: Tom Tykwer (Heaven)
- Beste deutsche Darstellerin: Alexandra Maria Lara (Was nicht passt, wird passend gemacht)
- Bester deutscher Darsteller: Armin Rohde (666 – Traue keinem, mit dem du schläfst!)
- Bester deutscher Newcomer: Axel Stein (Knallharte Jungs)
- Bester deutscher TV-Spielfilm: Die Manns – Ein Jahrhundertroman
- Beste deutsche TV-Darstellerin: Bettina Zimmermann (Geliebte Diebin)
- Bester deutscher TV-Darsteller: Armin Mueller-Stahl (Die Manns – Ein Jahrhundertroman)

### Jupiter-Wahl 2002
- Bester Film international: Shrek – Der tollkühne Held
- Bester Regisseur international: Ridley Scott (Hannibal)
- Beste Darstellerin international: Julia Roberts (The Mexican)
- Bester Darsteller international: Tom Hanks (Cast Away – Verschollen)
- Bester deutscher Film: Der Schuh des Manitu
- Bester deutscher Regisseur: Oliver Hirschbiegel (Das Experiment)
- Beste deutsche Darstellerin: Marie Bäumer (Der Schuh des Manitu)
- Bester deutscher Darsteller: Moritz Bleibtreu (Das Experiment)
- Bester deutscher Newcomer: Jessica Schwarz (Nichts bereuen)
- Bester deutscher TV-Spielfilm: Der Tunnel
- Beste deutsche TV-Darstellerin: Corinna Harfouch (Vera Brühne)
- Bester deutscher TV-Darsteller: Sebastian Koch (Der Tanz mit dem Teufel)

### Jupiter-Wahl 2001
- Bester Film international: American Beauty
- Bester Regisseur international: Ridley Scott (Gladiator)
- Beste Darstellerin international: Julia Roberts (Erin Brockovich)
- Bester Darsteller international: Kevin Spacey (American Beauty)
- Bester deutscher Film: Anatomie
- Bester deutscher Regisseur: Fatih Akın (Im Juli)
- Beste deutsche Darstellerin: Franka Potente (Anatomie)
- Bester deutscher Darsteller: Moritz Bleibtreu (Im Juli)
- Bester deutscher TV-Spielfilm: Das Phantom
- Beste deutsche TV-Stars: 
  - Ben Becker (Bella Block: Geflüsterte Morde)
  - Jürgen Vogel (Das Phantom)

### Jupiter-Wahl 2000
- Bester Film international: Matrix
- Bester Regisseur international: Wachowski-Brüder (Matrix)
- Beste Darstellerin international: Gwyneth Paltrow (Shakespeare in Love)
- Bester Darsteller international: Edward Norton (Fight Club)
- Bester deutscher Film: Sonnenallee
- Bester deutscher Regisseur: Leander Haußmann (Sonnenallee)
- Beste deutsche Darstellerin: Maria Schrader (Aimée & Jaguar)
- Bester deutscher Darsteller: Götz George (Nichts als die Wahrheit)
- Bester deutscher TV-Spielfilm: Klemperer – Ein Leben in Deutschland
- Bester deutscher TV-Star: Cosma Shiva Hagen (Sweet Little Sixteen)

### Jupiter-Wahl 1999
- Bester Film international: Titanic
- Bester Regisseur international: James Cameron (Titanic)
- Beste Darstellerin international: Kate Winslet (Titanic)
- Bester Darsteller international: Jack Nicholson (Besser geht’s nicht)
- Bester deutscher Film: Lola rennt
- Bester deutscher Regisseur: Tom Tykwer (Lola rennt)
- Beste deutsche Darstellerin: Franka Potente (Lola rennt)
- Bester deutscher Darsteller: Moritz Bleibtreu (Lola rennt)
- Bester deutscher TV-Spielfilm: Opernball
- Bester deutscher TV-Star: Katja Riemann

### Jupiter-Wahl 1998
- Bester Film international: Im Körper des Feindes
- Bester Regisseur international: John Woo (Im Körper des Feindes)
- Beste Darstellerin international: Jodie Foster (Contact)
- Bester Darsteller international: Nicolas Cage (Con Air & Im Körper des Feindes)
- Bester deutscher Film: Knockin’ on Heaven’s Door
- Bester deutscher Regisseur: Helmut Dietl (Rossini – oder die mörderische Frage, wer mit wem schlief)
- Beste deutsche Darstellerin: Katja Riemann (Bandits)
- Bester deutscher Darsteller: Til Schweiger (Knockin’ on Heaven’s Door)
- Bester deutscher TV-Spielfilm: Das Mädchen Rosemarie
- Bester deutscher TV-Darsteller: Götz George

### Jupiter-Wahl 1997
- Bester Film international: Independence Day
- Bester Regisseur: Roland Emmerich (Independence Day)
- Beste Darstellerin: Sandra Bullock (Die Jury & Das Netz)
- Bester Darsteller: Nicolas Cage (Leaving Las Vegas & The Rock – Fels der Entscheidung)
- Bester deutscher Film: Männerpension
- Bester Soundtrack: Mission: Impossible
- Bestes Filmplakat: Sieben
- Beste Videopremiere: Gegen die Zeit
- Bester Werbefilm: Nike
- Größter Flop: Kondom des Grauens

### Jupiter-Wahl 1996
- Bester Film international: Apollo 13
- Bester Regisseur: Mel Gibson (Braveheart)
- Beste Darstellerin: Sandra Bullock (Während Du schliefst)
- Bester Darsteller: Johnny Depp (Don Juan DeMarco)
- Bester deutscher Film: Der Totmacher
- Bester Soundtrack: Braveheart
- Bestes Filmplakat: Nell
- Bester Werbefilm: Levi’s
- Größter Flop: Judge Dredd
- Größte Fehlbesetzung: Anna Nicole Smith (To the Limit – Zur richtigen Zeit am richtigen Ort)

### Jupiter-Wahl 1995
- Bester Film international: Schindlers Liste
- Bester Regisseur: Steven Spielberg (Schindlers Liste)
- Beste Darstellerin: Sandra Bullock (Speed)
- Bester Darsteller: Tom Hanks (Forrest Gump)
- Bester deutscher Film: Der bewegte Mann
- Bester Soundtrack: Forrest Gump
- Bestes Filmplakat: Wolf – Das Tier im Manne
- Bester Werbefilm: Levi’s
- Größter Flop: Police Academy 7 – Mission in Moskau
- Größte Fehlbesetzung: Madonna (Snake Eyes)

### Jupiter-Wahl 1994
- Bester Film international: Jurassic Park
- Bester Regisseur: Steven Spielberg (Jurassic Park)
- Beste Darstellerin: Winona Ryder (Das Geisterhaus & Zeit der Unschuld)
- Bester Darsteller: Clint Eastwood (In the Line of Fire – Die zweite Chance)
- Bester deutscher Film: Stalingrad
- Bester Soundtrack: Bodyguard
- Bestes Filmplakat: Bram Stoker’s Dracula
- Bester Werbefilm: C&A
- Größter Flop: Super Mario Bros.
- Größte Fehlbesetzung: Patrick Swayze (Stadt der Freude)

### Jupiter-Wahl 1993
- Bester Film international: JFK – Tatort Dallas
- Bester Regisseur: Oliver Stone (JFK – Tatort Dallas)
- Beste Darstellerin: Jodie Foster (Das Wunderkind Tate)
- Bester Darsteller: Robert De Niro (Kap der Angst)
- Bester deutscher Film: Schtonk!
- Bester Soundtrack: Wayne’s World
- Bestes Filmplakat: Kap der Angst
- Bester Werbefilm: Camel
- Größter Flop: Twin Peaks – Der Film
- Größte Fehlbesetzung: Tom Selleck (Christopher Columbus – Der Entdecker)

### Jupiter-Wahl 1992
- Bester Film international: Der mit dem Wolf tanzt
- Bester Regisseur: Kevin Costner (Der mit dem Wolf tanzt)
- Beste Darstellerin: Jodie Foster (Das Schweigen der Lämmer)
- Bester Darsteller: Kevin Costner (Der mit dem Wolf tanzt)
- Bester deutscher Film: Pappa ante portas
- Bester Soundtrack: Robin Hood – König der Diebe
- Bestes Filmplakat: Der mit dem Wolf tanzt
- Bester Werbefilm: Camel
- Größter Flop: Trabbi goes to Hollywood
- Größte Fehlbesetzung: Sylvester Stallone (Oscar – Vom Regen in die Traufe)

### Jupiter-Wahl 1991
- Bester Film: Der Club der toten Dichter
- Bester Regisseur: Oliver Stone (Geboren am 4. Juli)
- Beste Darstellerin: Julia Roberts (Pretty Woman)
- Bester Darsteller: Robin Williams (Der Club der toten Dichter)
- Bestes Drehbuch: Tom Schulman (Der Club der toten Dichter)
- Beste Kamera: Oliver Wood (Stirb langsam 2)
- Beste Stunts: Charles Picerni (Stirb langsam 2)
- Bester Soundtrack: Pretty Woman
- Bester Newcomer: Yahoo Serious (Einstein Junior)
- Beste Newcomerin: Laura Dern (Wild at Heart – Die Geschichte von Sailor und Lula)
- Größter Flop: Dick Tracy
- Größte Fehlbesetzung (Männer): Mickey Rourke (Wilde Orchidee)
- Größte Fehlbesetzung (Frauen): Madonna (Dick Tracy)

### Jupiter-Wahl 1990
- Bester Film: Rain Man
- Beste Darstellerin: Sigourney Weaver (Gorillas im Nebel & Die Waffen der Frauen)
- Bester Darsteller: Sean Connery (Indiana Jones und der letzte Kreuzzug)

### Jupiter-Wahl 1989
- Bester Film: Falsches Spiel mit Roger Rabbit
- Beste Darstellerin: Sophie Marceau
- Bester Darsteller: Michael Douglas (Wall Street & Eine verhängnisvolle Affäre)

### Jupiter-Wahl 1988
- Bester Film: Dirty Dancing
- Beste Darstellerin: Kim Basinger (9½ Wochen)
- Bester Darsteller: Mickey Rourke (9½ Wochen & Angel Heart)

### Jupiter-Wahl 1987
- Bester Film: Der Name der Rose
- Beste Darstellerin: Farrah Fawcett (Extremities)
- Bester Darsteller: Sean Connery (Der Name der Rose & Highlander – Es kann nur einen geben)

### Jupiter-Wahl 1986
- Bester Film: Otto – Der Film & Zurück in die Zukunft
- Beste Darstellerin: Jamie Lee Curtis
- Bester Darsteller: Michael J. Fox (Zurück in die Zukunft & Teenwolf) & Götz George (Zahn um Zahn)

### Jupiter-Wahl 1985
- Bester Film: Indiana Jones und der Tempel des Todes
- Beste Darstellerin: Isabelle Adjani (Ein mörderischer Sommer)
- Bester Darsteller: Harrison Ford (Indiana Jones und der Tempel des Todes)

### Jupiter-Wahl 1984
- Bester Film: Die Rückkehr der Jedi-Ritter
- Beste Darstellerin: Jennifer Beals (Flashdance)
- Bester Darsteller: Dustin Hoffman (Tootsie)

### Jupiter-Wahl 1983
- Bester Film: E. T. – Der Außerirdische
- Beste Darstellerin: Ornella Muti (Der gezähmte Widerspenstige)
- Bester Darsteller: Sylvester Stallone (Rambo & Rocky III – Das Auge des Tigers)

### Jupiter-Wahl 1982
- Bester Film: Jäger des verlorenen Schatzes
- Beste Darstellerin: Brooke Shields (Die blaue Lagune)
- Bester Darsteller: Harrison Ford (Jäger des verlorenen Schatzes)

### Jupiter-Wahl 1981
- Bester Film: Wegen der Neuformulierung der Vergabekriterien wurde in diesem Jahr kein Film ausgezeichnet.
- Beste Darstellerin: Brooke Shields (Die blaue Lagune)
- Bester Darsteller: Marius Müller-Westernhagen (Theo gegen den Rest der Welt)

### Jupiter-Wahl 1980
- Bester Film: Das Dschungelbuch
- Beste Darstellerin: Jane Fonda (Das China-Syndrom)
- Bester Darsteller: Bud Spencer (Der Große mit seinem außerirdischen Kleinen & Das Krokodil und sein Nilpferd)

### Jupiter-Wahl 1979
- Bester Film: Die Blechtrommel
- Beste Darstellerin: Nastassja Kinski (Tess)
- Bester Darsteller: Bud Spencer (Plattfuß in Afrika, Sie nannten ihn Mücke & Zwei sind nicht zu bremsen)